# 渚滑線
渚滑線（しょこつせん）は、かつて日本国有鉄道（国鉄）が運営していた鉄道路線（地方交通線）である。北海道紋別市（網走支庁管内）の渚滑駅で名寄本線から分岐し、紋別郡滝上町の北見滝ノ上駅までを結んでいた。1980年（昭和55年）の日本国有鉄道経営再建促進特別措置法（国鉄再建法）施行を受けて、翌年9月に第1次特定地方交通線に指定され、1985年（昭和60年）4月1日に全線が廃止された。

## 路線データ（廃止時）
- 管轄：日本国有鉄道
- 区間（営業キロ）：渚滑 - 北見滝ノ上 34.3km
- 駅数：12（起点駅を含む。駅：7、仮乗降場：5）
- 軌間：1067mm
- 全線単線
- 電化方式：全線非電化
- 閉塞方式：票券閉塞式
  - 交換可能駅：1（上渚滑）
- 輸送密度 : 398人（日/キロ）

## 運行形態
全線通し列車は下り7本、上り6本運転されていた。双方向始発・終列車以外は紋別方面直通で運転されていた。また朝に休日運休の渚滑発上渚滑行の途中無停車列車が設定されていた。

## 歴史
渚滑線は、沿線の資源開発を目的に軽便鉄道法により計画され、1923年に全線が開業した。当初は北見滝ノ上駅からサックル（西興部方面）への路線も計画されていたが、石北線の上川駅と接続する予定線計画へと変更（改正鉄道敷設法別表第139号）され、サックル方面への路線延伸はなくなった。しかしながら石北線の上川 - 遠軽間の着工により、上川 - 北見滝ノ上間の路線建設の意義が薄れたとされ、北見滝ノ上駅以降の延伸は全く着手されなかった。
1980年に国鉄再建法が成立すると第1次特定地方交通線に指定され、1985年4月1日に全線廃止となり、北紋バスのバス路線へ転換された。
- 1923年（大正12年）11月5日 渚滑 - 北見滝ノ上間 (34.3km) を渚滑線として開業（全通）。下渚滑駅・中渚滑駅・上渚滑駅・滝ノ下駅・北見滝ノ上駅を新設[5]。
- 1924年（大正13年）10月21日 濁川駅を新設[5]。
- 1955年（昭和30年）12月25日 十六号線仮乗降場・上東仮乗降場・奥東仮乗降場・雄鎮内仮乗降場を新設[5]。
- 1956年（昭和31年）5月1日 元西仮乗降場を新設[5]。
- 1978年（昭和53年）12月1日 全線の貨物営業廃止。
- 1981年（昭和56年）9月18日 第1次特定地方交通線として、廃止承認。
- 1985年（昭和60年）4月1日 全線 (34.3km) を廃止[3]し、北紋バスのバス路線へ転換[1]。

## 駅一覧
接続路線の事業者名・駅の所在地は廃止時点のもの。全駅北海道に所在。
| 駅名             | 駅間キロ | 営業キロ | 接続路線               | 所在地       |
| ---------------- | -------- | -------- | ---------------------- | ------------ |
| 渚滑駅           | -        | 0.0      | 日本国有鉄道：名寄本線 | 紋別市       |
| 元西仮乗降場     | -        | (3.3)    |                        | 紋別市       |
| 下渚滑駅         | 4.7      | 4.7      |                        | 紋別市       |
| 十六号線仮乗降場 | -        | (6.8)    |                        | 紋別市       |
| 中渚滑駅         | 4.8      | 9.5      |                        | 紋別市       |
| 上東仮乗降場     | -        | (12.9)   |                        | 紋別市       |
| 上渚滑駅         | 7.3      | 16.8     |                        | 紋別市       |
| 奥東仮乗降場     | -        | (19.8)   |                        | 紋別市       |
| 滝ノ下駅         | 8.0      | 24.8     |                        | 紋別郡滝上町 |
| 雄鎮内仮乗降場   | -        | (28.3)   |                        | 紋別郡滝上町 |
| 濁川駅           | 6.2      | 31.0     |                        | 紋別郡滝上町 |
| 北見滝ノ上駅     | 3.3      | 34.3     |                        | 紋別郡滝上町 |

※仮乗降場には営業キロが設定されていなかった。括弧内に実キロを記す。

## 廃線後の状況
北紋バスにより代替バスが運転されているが、平日に滝ノ上まで行くバスの本数は渚滑線時代より増えた。また上渚滑までの区間便も別系統で設定されている。
上川方面へは高速バスが紋別から滝ノ上経由で連絡している。